# 柯福兰
柯福兰（英語：Virginius Frank Coe，1907年—1980年6月2日）是美国政府经济官员、经济学家。麦卡锡运动时被惠特克·钱伯斯指控为共产党员、苏联间谍。

## 生平
1926年毕业于芝加哥大学。1928年至1930年时约翰·霍普金斯大学法学院教师。1930年至1933年在芝加哥大学攻读博士。1933年至1934年为布鲁金斯学会研究员。从1934年夏成为美国财政部咨询专家。1934年秋季至1939年春季，多伦多大学经济学教授。1939年开始为联邦安全署（管理食品、药品、老年人福利）负责人保罗·麦克纳特工作。1940年成为物價管理局首長列昂·安德森的助理。1940年，回到财政部工作，成为货币政策研究助理。 1942年成为美国加拿大战时生产联合委员会执行秘书。不久成为经济战委员会（后更名为外国经济管理局）执行主任助理。1944年至1945年间，担任美国财政部货币政策研究部主任。是1944年布雷顿森林会议技术秘书。1946年出任国际货币基金组织秘书。1952年12月辞职。
1949年至1953年，受到众议院非美活动调查委员会调查，但坚决否认自己是共产党员。1949年底，美国政府吊销了他的护照。
五十年代后期，应邀到中国作为经济专家。1979年被聘为中华人民共和国进出口管理委员会特约顾问。癌症手术八个月后，1980年在北京病逝。

## 延伸閱讀
- Haynes, John Earl; Harvey Klehr. . Yale University Press. 2000. ISBN 0-300-08462-5.
- Klehr, Harvey; John Earl Haynes; Alexander Vassiliev.  1st. Yale University Press. 2009. ISBN 0-300-12390-6. (hardcover)